# Болгар
 Болгар  (тат. Bolğar, Болгар) — місто в Росії, адміністративний центр Спаського району Татарстану.
Місто розташоване на лівому березі Волги, за 140 км від Казані.

## Історія

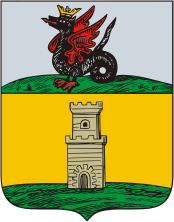
Історичний герб міста

Місто Великий Болгар було засноване волзькими булгарами в X столітті.
Місто офіційно створене в 1781 р. під назвою Спасськ (рос. Спасск) з села Спасськ (Чертиково).
З 1781 р. — повітове місто Казанського намісництва (з 1796 р. — Казанська губернія). У XIX столітті Спасськ служив перевалочним пунктом сільськогосподарських вантажів для сусідніх міст. У 1856 р. в місті була 1 церква, 246 будинків, 5 крамниць.
У 1926–1935 роках місто називалося Спасськ-Татарський, в 1935–1991 роках — Куйбишев (на честь В. Куйбишева, який помер в 1935 р.). У зв'язку із наповненням Куйбишевського водосховища в 1957 р. місто було перенесено в район села Булгар.
В 1991 місту було присвоєно назву Болгар на честь міста Болгар — стародавньої столиці Волзької Болгарії, городище (руїни) якої знаходяться недалеко від міста.
Городище знаходиться в урочищі Ага-базар за 6 км від села Болгари Куйбишевського району Татарської АССР.
У 2010 році в місті розпочато будівництво туристичного центру з новими річковим портом, готелем, музеєм хліба, пекарнею, млином та іншими спорудами в рамках розгорнутих робіт з відновлення та розвитку городища Болгар як музею-заповідника федерального значення з ініціативи та за піклування першого Президента Татарстану Шаймієва.

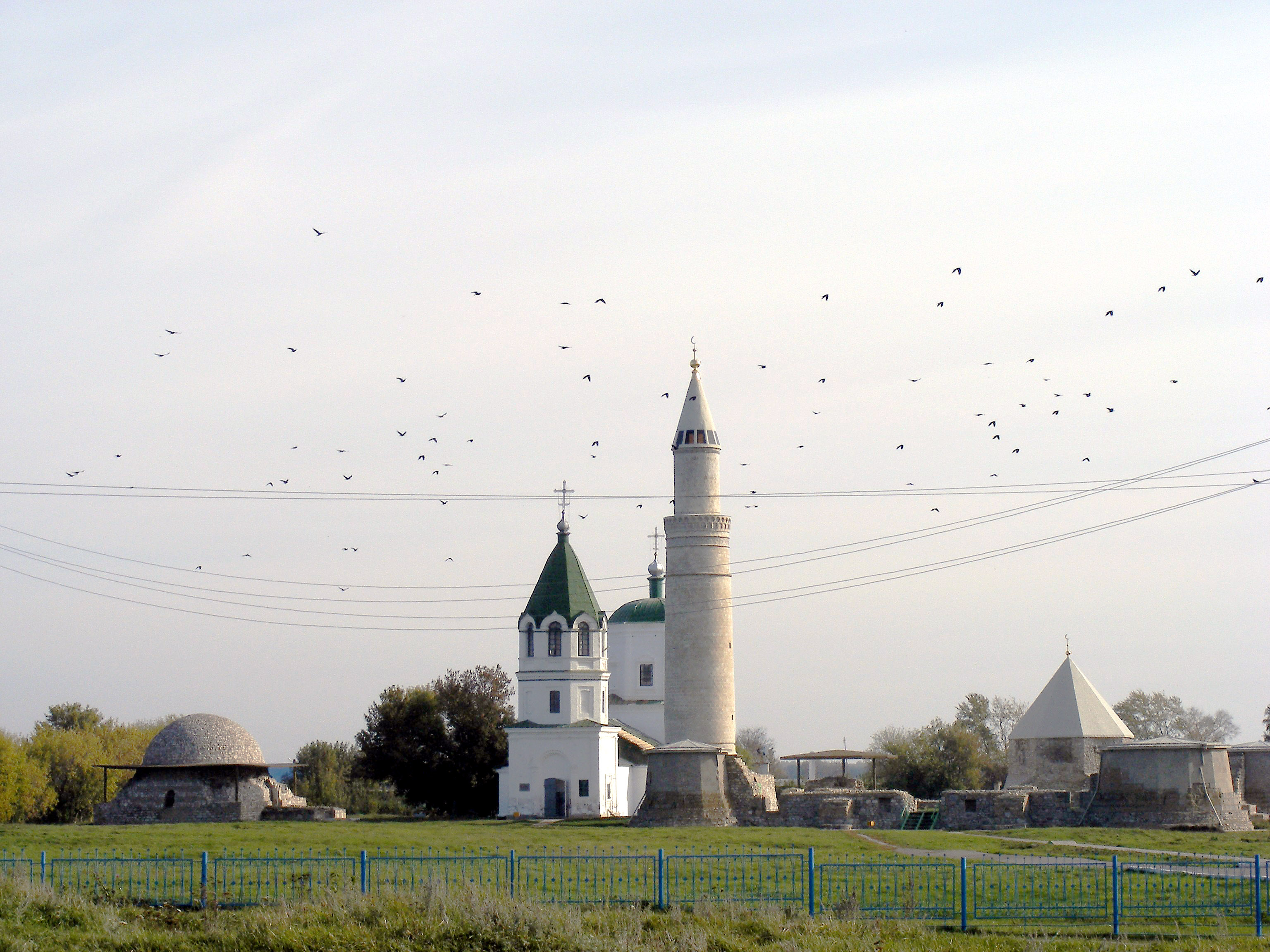
загальний вигляд на мавзолеї, мінарети і церква в городище
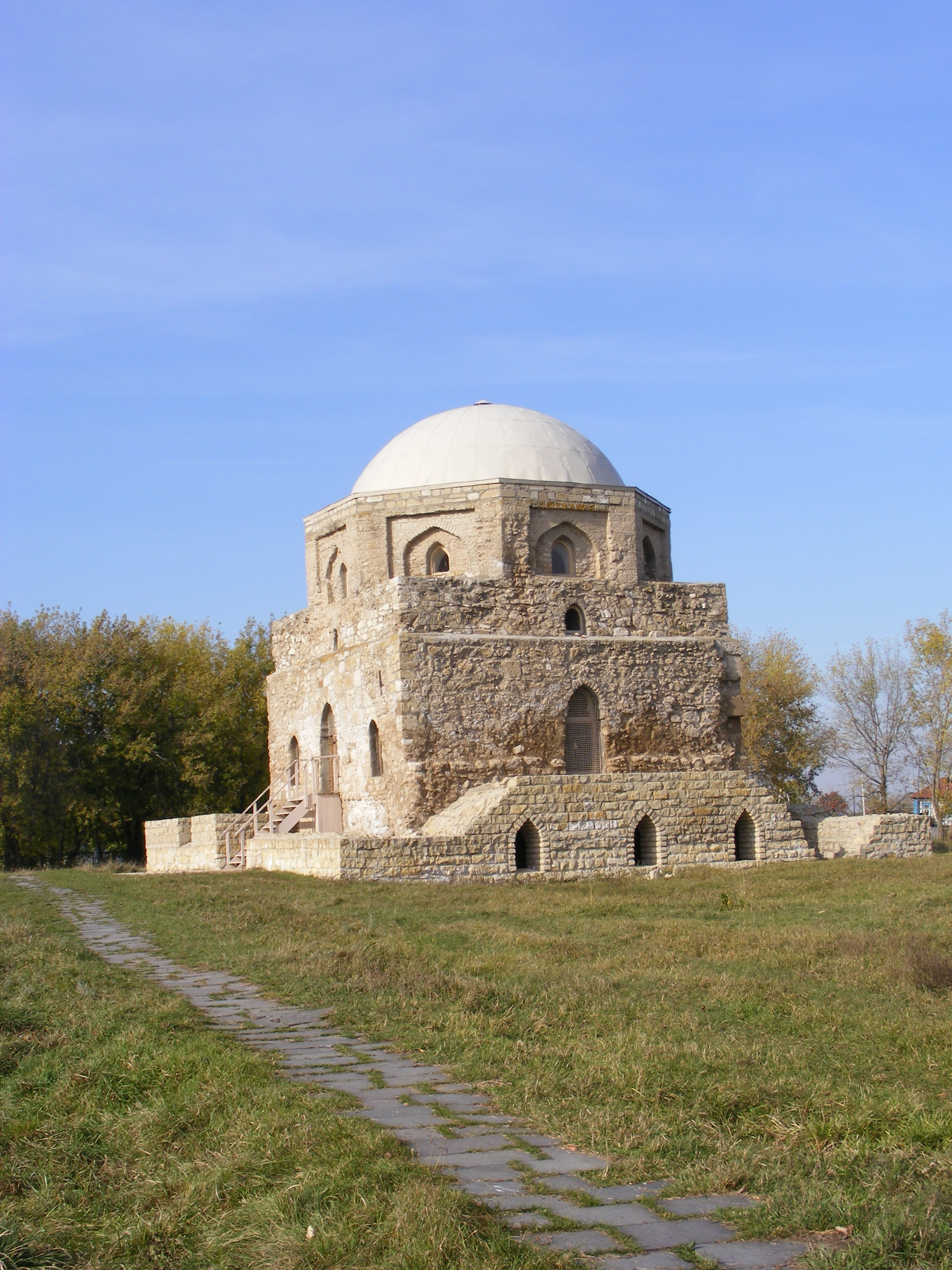
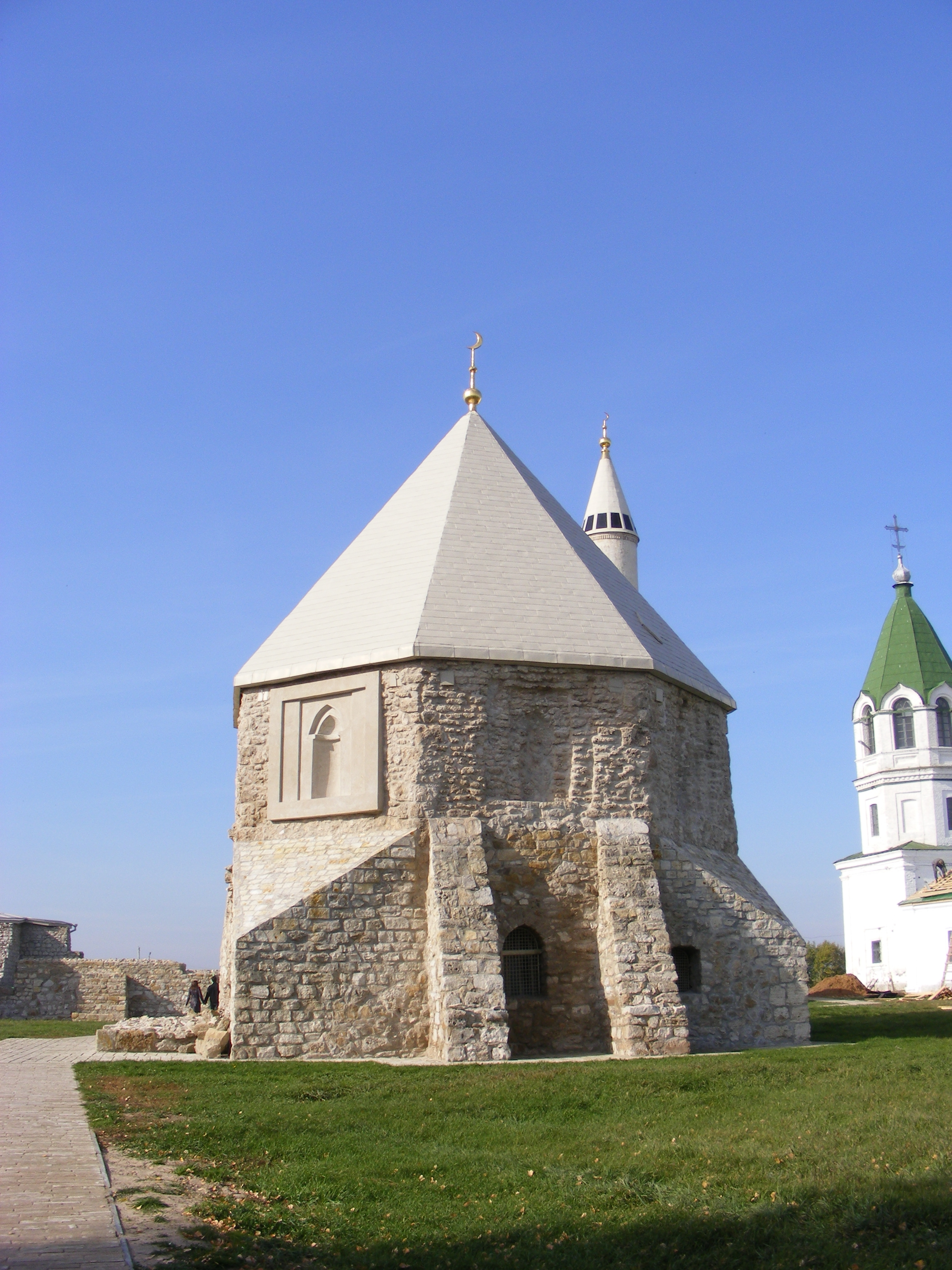
музей
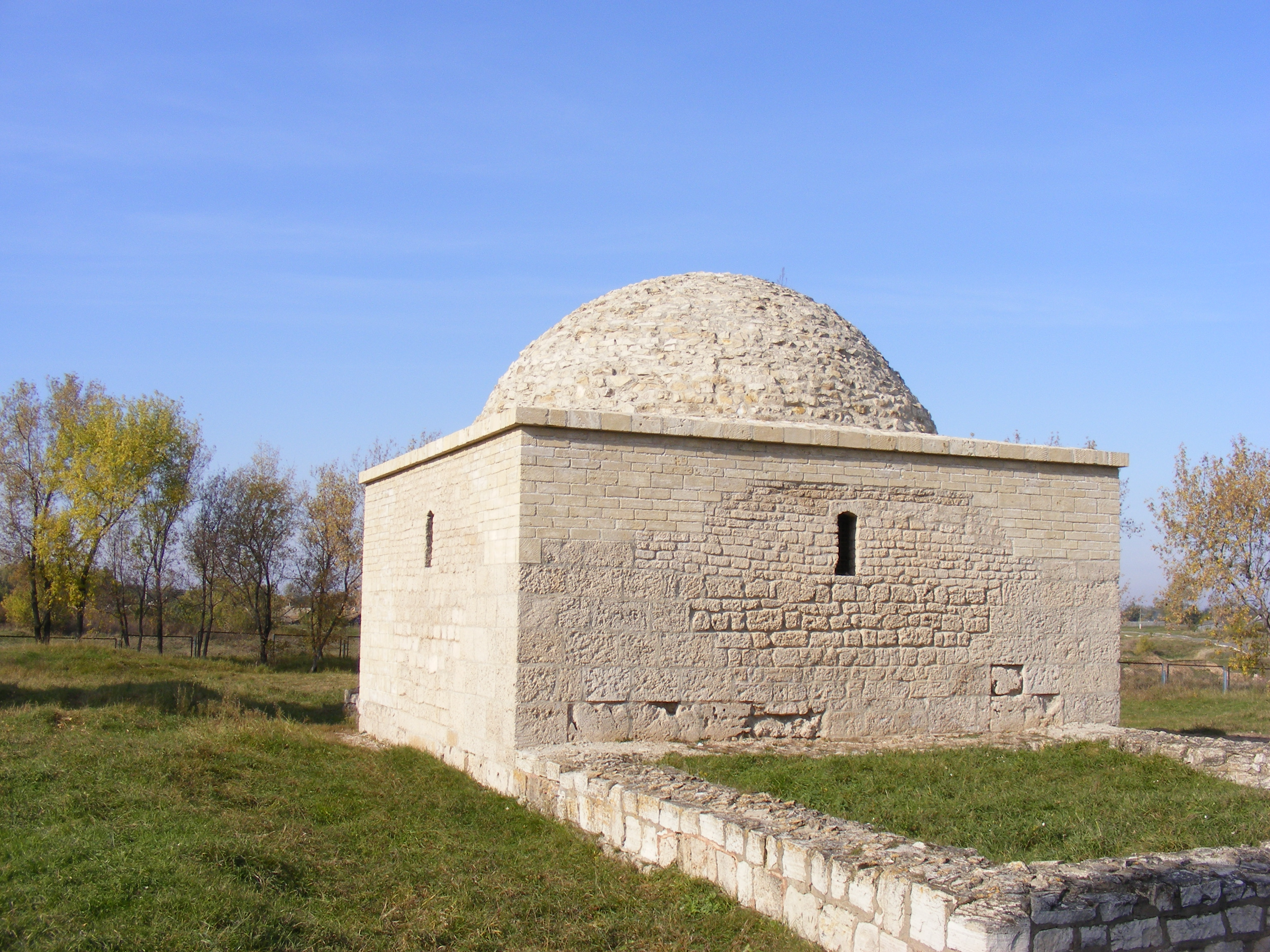
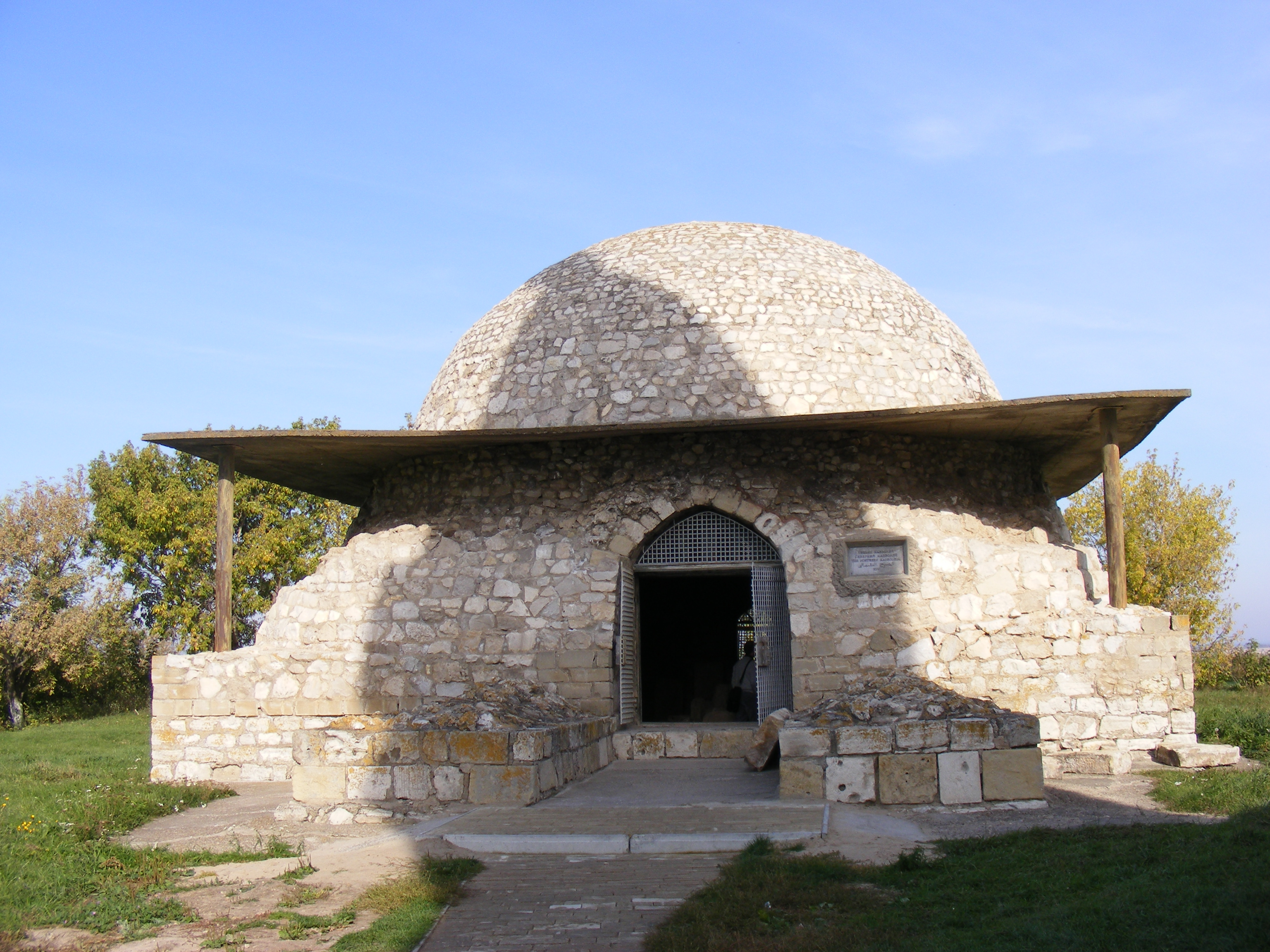
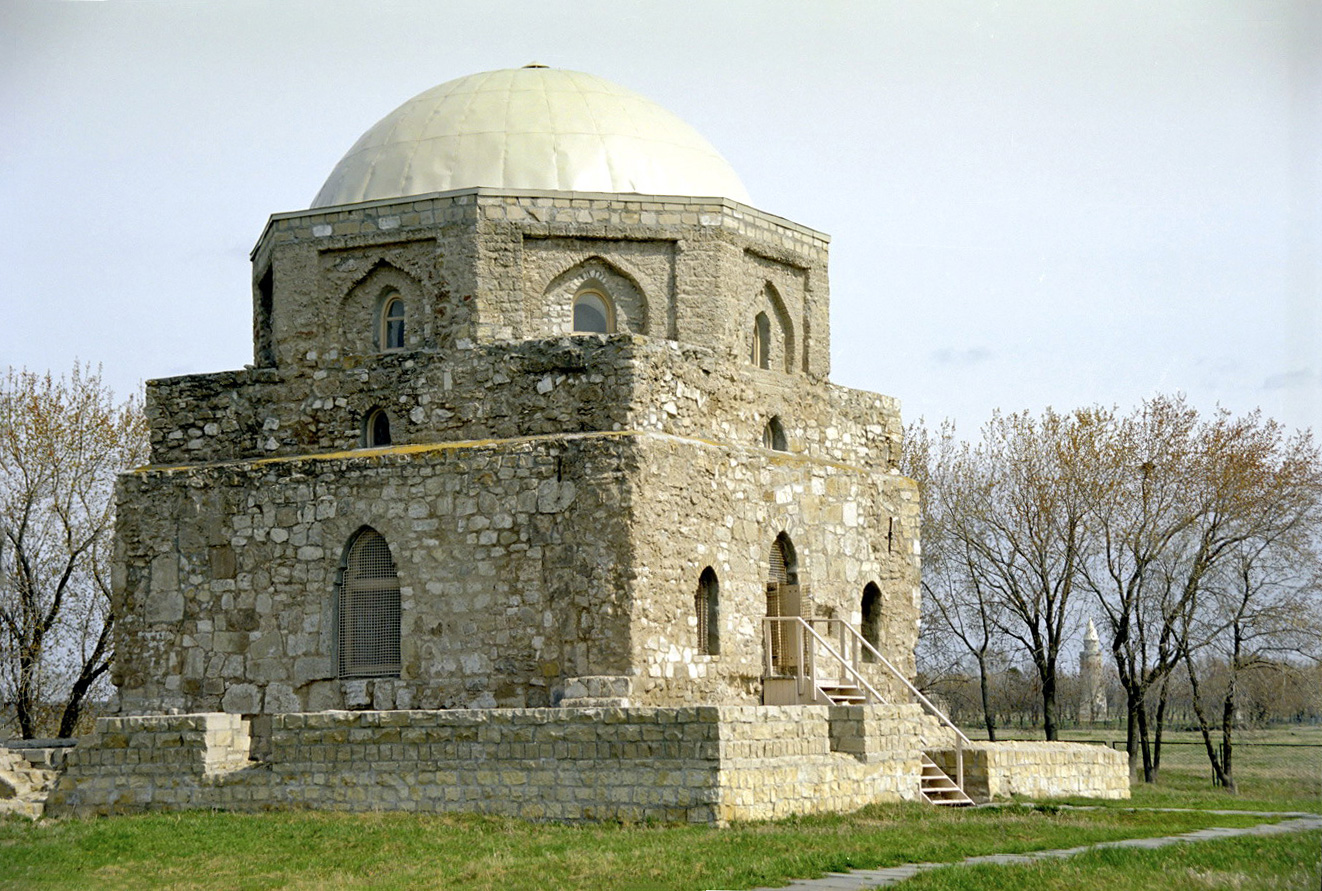
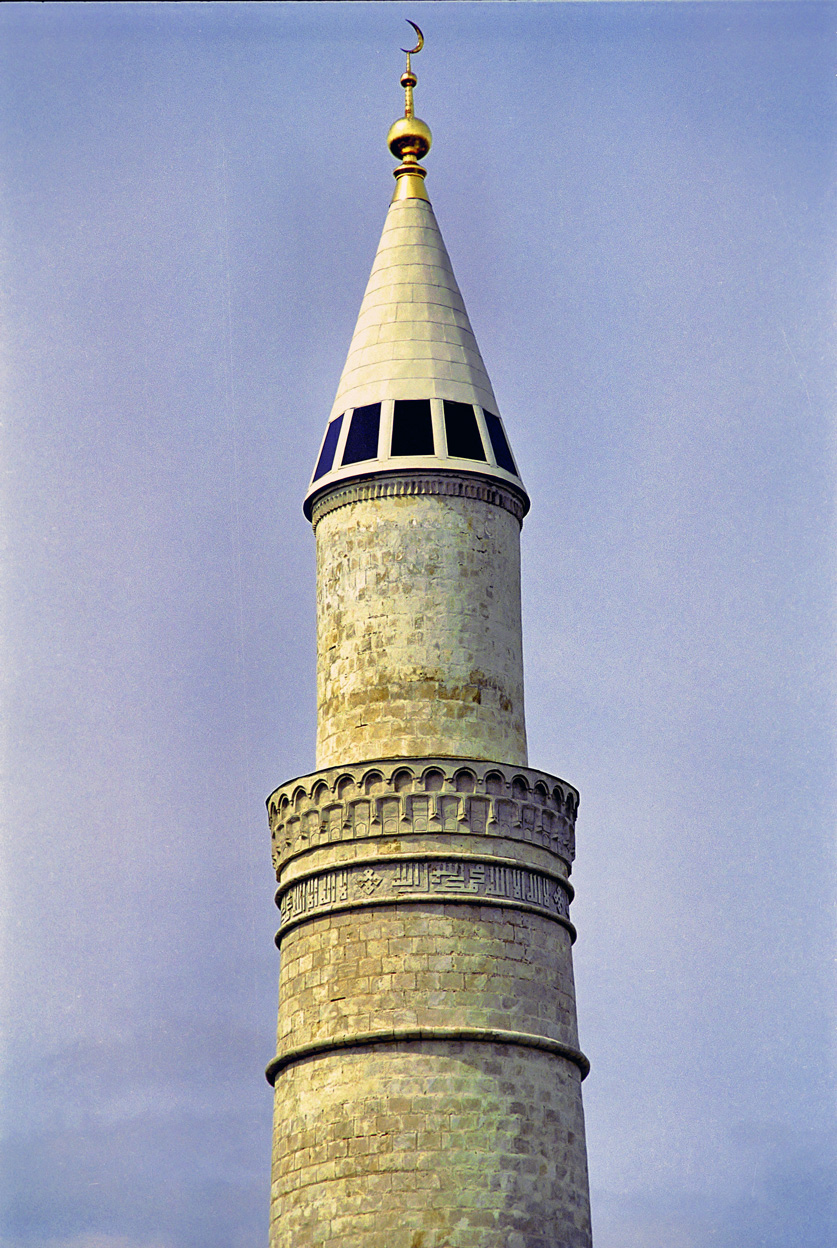

## Економіка
У місті розташовані швейна фабрика, м'ясокомбінат, харчокомбінат.

## Населення
| Чисельність населення, чол. | Чисельність населення, чол. | Чисельність населення, чол. | Чисельність населення, чол. | Чисельність населення, чол. | Чисельність населення, чол. |
| 1959                        | 1970                        | 1979                        | 1989                        | 2002                        | 2010                        |
| --------------------------- | --------------------------- | --------------------------- | --------------------------- | --------------------------- | --------------------------- |
| 7023                        | 7231                        | 8383                        | 8397                        | 8655                        | 8310                        |

Склад населення: росіяни — 83,4%, татари — 12,9%, чуваші — 2,1%.

## Пам'ятки
- Городище Булгар, у тому числі:

*  Залишки валу і рову  (кінець XIV-XV століть)
*  Північний мавзолей 
*  Східний мавзолей 
*  Чорна палата 
*  Біла палата 
*  Ханська усипальниця 
*  Соборна мечеть 
*  Великий мінарет  (сучасна споруда)
*  Малий мінарет 
*  Успенська церква  колишнього  Успенського монастиря  (1732), у наш час[коли?] — історико-археологічний музей
- Музей хліба  (будується) [коли?]